# Eustrotia deflavata
Eustrotia deflavata är en fjärilsart som beskrevs av W. Warren 1913. Eustrotia deflavata ingår i släktet Eustrotia och familjen nattflyn. Inga underarter finns listade i Catalogue of Life.